# Tapacul de Bolívia
El tapacul de Bolívia (Scytalopus bolivianus) és una espècie d'ocell de la família dels rinocríptids (Rhinocryptidae).

## Hàbitat i distribució
Habita el sotabosc i els límits dels boscos de muntanya del sud-est de Perú cap al sud-est fins al sud de Bolívia.